# Cildo Meireles

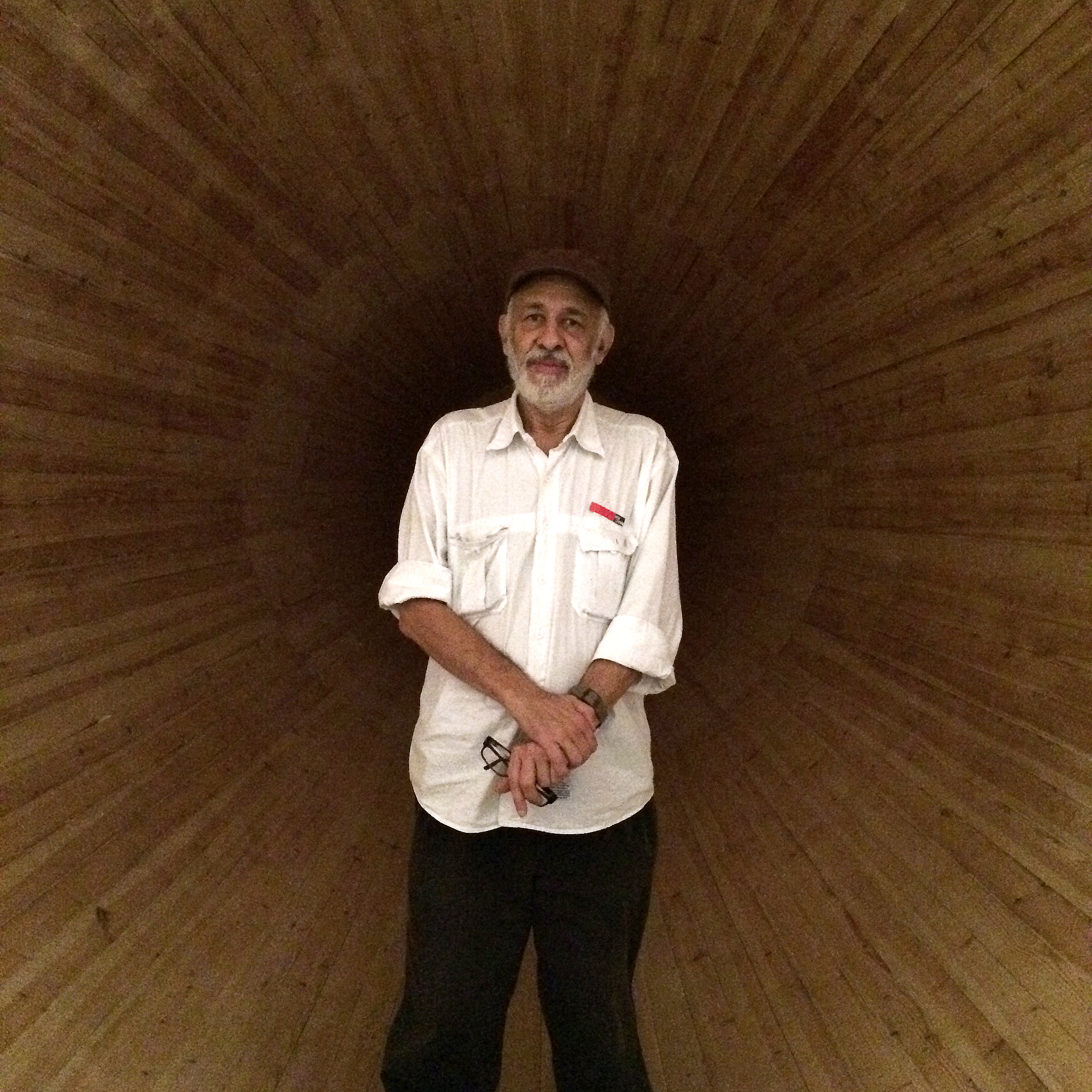
Cildo Meireles delante de Entrevendo, en el MACBA.

Cildo Meireles (Río de Janeiro, 1948) es un artista plástico brasileño.

## Trayectoria
Cildo Meireles es un artista conceptual con una reputación internacional, que crea objetos e instalaciones que conducen directamente al espectador en una experiencia sensorial completa (sinestesias). En ella, cuestionaba, entre otros temas, la dictadura militar brasileña (1964-1984) y la dependencia del país en la economía global. 
Cildo Meireles ha desempeñado un papel clave dentro de la producción artística nacional e internacional, situándose en la transición del arte brasileño entre la producción neoconcretista de inicio de los años 1960 y la de su propia generación, ya influenciada por las propuestas del arte conceptual, instalaciones y performances. Las obras de Meireles reflejan no solo con las cuestiones políticas y sociales específicas de Brasil, sino también problemas generales estéticos y del objeto artístico, como la falibilidad de la percepción humana, los procesos de comunicación, las condiciones del espectador o la relación de la obra de arte con el mercado.
Durante los años 1970 y 1980, Meireles realizó una serie de trabajos que hacían una severa crítica a la dictadura militar —obras como Tiradentes: totem monumento ao preso político o Introdução a uma nova crítica, que consiste en una tienda sobre la cual se encuentra una silla común forrada con puntas de clavos—, trabajos de cuño político del artista a los que siempre acompaña una investigación del lenguaje. Inserções em circuito ideológico: Projeto Coca Cola, por ejemplo, consistió en escribir, sobre una botella de Coca Cola, uno de los símbolos más eminentes del imperialismo norteamericano, la frase «Yankees go home», para, posteriormente, devolverla a la circulación. Además de las cuestiones políticas el proyecto hacía referencia a toda problematización desempeñada por los movimientos de vanguardia y por Marcel Duchamp a principios de siglo; una especie de «ready made» al revés.
Otra de sus obras, llamada Cruzeiro zero, es una réplica fiel de una nota del cruzeiro (la moneda corriente en aquella época) que no tiene ningún valor y las figuras históricas y heroicas serán sustituidas por la fotografía de un indio brasileño y de un paciente de un hospital psiquiátrico. Hay una crítica, un comentario a la superinflación y la desvalorización del cruzeiro, este trabajo juega con nociones tradicionales de la naturaleza y del «valor» del arte y de la marginalización de Brasil en el mundo internacional del arte.
En el New Museum of Contemporary Art de Nueva York se presentó en 1999 una retrospectiva de su obra, organizada por Dan Cameron y Gerardo Mosquera. La exposición viajó luego al Museo de Arte Moderno de Río de Janeiro y al Museo de Arte Moderno de São Paulo. Un libro titulado Cildo Meireles (Phaidon Press, 1999), se editó simultáneamente con la exposición.
En 1999 Cildo Meireles obtuvo un Premio Príncipe Claus y en 2008 el importante Premio Velázquez de Artes Plásticas, concedido por el Ministerio de Cultura de España.
En 2013, hubo una gran exposición en Madrid de Meireles, organizada por el Museo Nacional Centro de Arte Reina Sofía, coorganizada por el Museo Serralves de Oporto y AngarBicocca de Milán. Suponía una revisión de la modernidad en América Latina, y especialmente en Brasil, con obras de Hélio Oiticica, Lygia Clark o Lygia Pape.